# Stazione meteorologica di Teramo Collurania
La stazione meteorologica di Teramo Collurania è la stazione meteorologica di riferimento relativa alla città di Teramo.

## Coordinate geografiche
La stazione meteorologica si trova nell'area climatica dell'Italia centrale, in cui è compreso l'intero territorio regionale dell'Abruzzo, nel comune di Teramo, in località Collurania, a 402 metri s.l.m. e alle coordinate geografiche 42°39′N 13°44′E.

## Dati climatologici
In base alla media trentennale di riferimento 1961-1990, la temperatura media del mese più freddo, gennaio, si attesta a +5,5 °C; quella del mese più caldo, agosto, è di +22,7 °C.
Le precipitazioni medie annue si aggirano sugli 800 mm, distribuite mediamente in 91 giorni; presentano un regime pluviometrico piuttosto uniforme nell'arco dell'anno .
| Teramo Collurania                  | Mesi  | Mesi  | Mesi   | Mesi   | Mesi   | Mesi  | Mesi  | Mesi  | Mesi   | Mesi  | Mesi  | Mesi   | Stagioni | Stagioni | Stagioni | Stagioni | Anno |
| Teramo Collurania                  | Gen   | Feb   | Mar    | Apr    | Mag    | Giu   | Lug   | Ago   | Set    | Ott   | Nov   | Dic    | Inv      | Pri      | Est      | Aut      | Anno |
| ---------------------------------- | ----- | ----- | ------ | ------ | ------ | ----- | ----- | ----- | ------ | ----- | ----- | ------ | -------- | -------- | -------- | -------- | ---- |
| T. max. media (°C)                 | 8,0   | 9,3   | 11,9   | 15,8   | 20,4   | 24,3  | 26,8  | 26,9  | 22,8   | 17,4  | 13,5  | 8,8    | 8,7      | 16,0     | 26,0     | 17,9     | 17,2 |
| T. min. media (°C)                 | 2,9   | 3,4   | 5,4    | 8,6    | 12,2   | 15,7  | 18,0  | 18,4  | 15,6   | 11,4  | 8,0   | 3,9    | 3,4      | 8,7      | 17,4     | 11,7     | 10,3 |
| Precipitazioni (mm)                | 70    | 51    | 55     | 67     | 51     | 59    | 56    | 86    | 84     | 83    | 55    | 84     | 205      | 173      | 201      | 222      | 801  |
| Giorni di pioggia                  | 7     | 8     | 8      | 8      | 7      | 7     | 6     | 6     | 8      | 8     | 8     | 10     | 25       | 23       | 19       | 24       | 91   |
| Eliofania assoluta (ore al giorno) | 3,3   | 4,0   | 4,8    | 5,9    | 7,8    | 8,0   | 9,5   | 9,3   | 6,8    | 5,4   | 4,1   | 3,1    | 3,5      | 6,2      | 8,9      | 5,4      | 6,0  |
| Vento (direzione-m/s)              | N 2,9 | N 3,2 | NE 3,1 | NE 3,2 | NE 3,1 | E 3,1 | E 3,1 | E 3,0 | NE 2,9 | N 3,0 | W 3,2 | NW 3,0 | 3,0      | 3,1      | 3,1      | 3,0      | 3,1  |